# Samuel Fritz
Páter Samuel Fritz (9. dubna 1654 Trutnov – 20. března 1725 redukce Jéberos, Peru) byl český cestovatel, kartograf a jeden z nejúspěšnějších misionářů Tovaryšstva Ježíšova v Jižní Americe. Vykonal obrovské civilizátorské dílo, založil 41 indiánských redukcí. Jeho práce je o to cennější, že se při ní zřekl násilí a jeho dílo je výsledkem neochvějné víry, mnohaleté tvrdé práce a diplomatického umu.[zdroj?]
Je autorem první podrobné mapy Amazonky (od pramene až po ústí), na níž pracoval převážně mezi lety 1689–1691 (vyhotovena 1691, tiskem 1707). Ve svých poznámkách napsal o příčinách, které ho k tomuto dílu vedly: „K lepšímu poznání a všeobecnému poučení o velké Amazonce či řece Maraňonu jsem udělal tuto mapu s nemalou námahou a potem, protože jsem proplul větší část jejího toku až tam, pokud je splavná. I když se dodnes objevilo už tolik map, tak chci připomenout, aniž bych se někoho dotýkal, že žádná není dost přesná, protože se nepřihlíželo na měření stupňů na veletoku nebo se vůbec neprovádělo nebo, že je vyčetli ze spisů autorů, kteří je zcela spletli.“
O kvalitě Fritzovy mapy svědčí i fakt, že když roku 1743 Charles Marie de La Condamine, který též mapu zachránil před zničením, člen francouzské zeměměřičské komise, podnikl cestu po Amazonce, opíral se právě o Fritzovu mapu. Uvádí, že mapa daleko předčí své předchůdkyně, až na dolní tok, kde musel Fritz překonávat značné problémy nejprve s nemocí a následně s Portugalci, a tak nemohl provádět přesná měření. Kvality mapy ocenil i Alexander von Humboldt.[zdroj?]
Samuel Fritz byl jedním z prvních Evropanů, kteří cestovali napříč celým kontinentem – od oceánu Atlantského po Tichý. V 90. letech 20. století byla po Fritzovi pojmenována ulice na Červeném Kopci v Trutnově.

## Život

### Dětství a mládí
Samuel Fritz se narodil v Trutnově 9. dubna 1654, o jeho dětství ani rodičích nejsou známy bližší údaje. Stejně tak je tajemstvím jeho národnost, někteří ho pokládají za Čecha, jiní za Němce.
Mezi lety 1664–1670 studoval na gymnáziu v Jičíně a Hradci Králové. Ve svých osmnácti letech odešel do Prahy, aby zde studoval na filosofické fakultě university Karlo-Ferdinandovy.
Roku 1673 zažádal o magisterské studium a 27. října 1673 se stal členem Tovaryšstva Ježíšova. Mezi roky 1675–1677, už jako magister filosofie, vyučoval na semináři Tovaryšstva Ježíšova v Uherském Hradišti základy latiny. Později (1677–1678) učil v Březnici. O rok později se stal zástupcem rektora koleje Tovaryšstva Ježíšova v Brně, kde také dirigoval studentský orchestr. Se svou pedagogickou prací však záhy skončil a odešel studovat teologii. Po třech letech studia, 4. února 1683 přijímá kněžské svěcení. Na studiích také potkal jednoho ze svých největších přátel, pátera Jindřicha Václava Richtera, který si zvolil stejnou cestu: proti vůli svých rodičů se stal knězem a v přibližně stejné době jako Fritz zažádal o odchod do misií. Z Čech odchází 4. října, 44 dní před Fritzem. Richtera a Fritze nepojil jen podobný osud, ale také zájem o geografii. Richter při svých misijních cestách zakreslil mapu řeky Ucayali, kterou Fritz posléze začlenil do své mapy celého toku.

### Misie
V témže roce, 3. června, poslal Samuel Fritz řádovému generálovi svou první žádost o vyslání do misií.
Píše v ní:
„Náš veledůstojný Otče v Kristu.
Ostýchal bych se ovšem, já nejnehodnější ze synů, obrátit se na Vaši nejdůstojnější Paternitu, kdyby mne k tomu nepohnula tak dobrá záležitost chilské misie. Tou povzbuzen tedy přistupuji s prosbou a co nejpokorněji prosím, aby mě podle své otcovské lásky milostivě ráčila zařadit do počtu misionářů chilského království, jestliže svítá nějaká naděje, že já, slabý nástroj, bych mohl něco vykonat pro větší slávu Boží a ke spáse a službě duší. Jestli se zdá, že mě bude zdržovat má malá ctnost a chabé vědomosti, doufám, že dostatečné síly dá Boží dobrota, která zvolila slabé na tomto světě k vykonání velkých věcí. 9. dubna jsem vstoupil do svého 30. roku a dělám čtvrtý rok teologie. Ostatně zcela a úplně se dávám k dispozici Vaší Paternity, a bude-li se to líbit Boží velebnosti, budu velmi toužebně očekávat list svaté poslušnosti.
Vaší nejdůstojnější Paternity nejposlušnější syn Samuel Fritz, SJ
V Olomouci na Moravě 3. června 1683.“
Této žádosti generál Karel de Noyelle nevyhověl, a tak Samuel Fritz posílá 8. října do Říma list druhý. O měsíc později, 14. listopadu přichází z Říma povolání k nástupu do misií, do povodí řeky Maraňon, do Amazonie.
Tři dny po obdržení zprávy opustil Fritz Čechy a vyrazil na cestu do Janova, kde měl nastoupit na anglickou loď, která by ho přepravila do Sevilly. Tam dorazil 10. prosince.
Loď odplula jen několik dní po jeho příchodu do Janova. Cesta po moři se však značně protáhla, neboť loď kotvila v téměř každém přístavu na cestě. Další zdržení znamenala bouře, která loď uvěznila v Cádizu. Protože čekání na odplutí z Cádizu by znamenalo několikaměsíční zdržení, rozhodl se Samuel Fritz, že se vydá do Sevilly pěšky.
Jakmile však dorazil, zjistil, že bude muset čekat 9 měsíců na odplutí španělské flotily. Tento čas strávil Fritz pilným studiem španělštiny a geografie Jižní Ameriky.
24. září 1684 španělská flotila vyplula. Fritz putoval společně s Richterem. Měli i stejný cíl – Maraňon.
26. listopadu lodě přistály v přístavu Cartagena. Strastiplná cesta však ještě nebyla u konce. 15. prosince 1684 opustila výprava misionářů přidělených pro Maraňon Cartagenu a vydala se na dva tisíce kilometrů dlouhou cestu do Quita, kde také napsal 17. září 1685 svůj poslední dopis do Čech. Odsud po krátké přestávce vyrážejí do La Laguny, sídla superiora SJ pro tuto oblast a důležité správní středisko v provincii. Psal se rok 1685.
Cesty Fritze a Richtera se rozdělily až v La Laguně. Samuelu Fritzovi byl superiorem Juanem Lorenzem Luzerem přidělen kmen Omaguů, Richter byl poslán ke Cunivům. Jeden z prvních indiánů, které Richter pokřtil, Jindřich Mameluk, o jedenáct let později, roku 1696, rozpoutal vzpouru a spolu s dalšími indiány Richtera zabil.
Omaguové byli největším národem na řece. Od ostatních se lišili deformovanou lebkou. Portugalci, další národ, který měl v oblasti Amazonie své zájmy, je nazývali „ploché hlavy“. Bydleli na ostrovech nebo na březích řeky.
Samuel Fritz si po celou dobu své činnosti v misiích vedl deník, který je nejvýznamnějším zdrojem informací o jeho činnosti. Zápisky jsou datovány mezi lety 1686–1723. Některé jeho části však byly zničeny, když se Fritzovi převrhla kanoe a on stěží zachránil holý život. Deník v 18. století opsal a Fritzovými dopisy doplnil páter Pablo Maroni.
K Omaguům dorazil Fritz roku 1686, založil středisko své misie, redukci San Joachim, a nechal postavit kostel, zasvěcený sv. Jáchymovi. Redukce se zakládaly tak, že bylo několik zpravidla chudších indiánů přivedeno, aby trvale žili na jednom místě. Za tři roky cestování se mu podařilo navštívit všechny ostrovy obývané tímto kmenem. Postupem času rozšiřoval území své misie.
Roku 1689 se vydal ke kmeni Yurimaguů, kteří žili na dolním toku řeky Rio Negro. V osadě tohoto kmene byl zastižen mimořádně silnými povodněmi. Ke všem jeho problémům se ještě připojily nemoci – horečka, vodnatelnost a nespavost.
Protože se ani po třech měsících jeho stav nelepšil, ba naopak, rozhodl se že se bude muset vydat dolů po proudu Amazonky. Doufal, že zde narazí na skupinu Portugalců, která se sem, podle informací od indiánů, vydala sbírat rostlinu salsaparillo, používanou jako lék proti syfilidě.
Mezi Španěly a Portugalci bylo uzavřeno několik smluv (smlouva v bule Inter Caetera, zprostředkovaná papežem, smlouva v Tordesillas a smlouva Lisabonská), ve kterých si rozdělili svět na své sféry vlivu. Vzhledem k nedokonalé kartografii byly smlouvy často porušovány. Proto mohly sahat portugalské výboje až tak vysoko proti proudu Amazonky.
Portugalci se však již vydali do města Pará. Samuelu Fritzovi nezbývalo nic jiného, než tam plout také, protože nejbližší Španělé byli tři sta kilometrů proti proudu a taková cesta by pro něj znamenala jistou smrt. Dne 11. září 1689 doráží více mrtvý než živý do Pará. Po dvou měsících se již Samuel Fritz cítil zdráv natolik, že požádal o návrat k Omaguům. Byl však Portugalci považován za špióna a na příkaz guvernéra měl být zadržován do té doby, než portugalský král v jeho věci rozhodne.
Odpověď přišla až za 19 měsíců, a psalo se v ní, že chování Portugalců bylo politováníhodné a že má být Fritz ihned dopraven zpátky do své misie. Nový guvernér Antonio de Albuquerque mu i přes jeho odpor přidělil několik Portugalců jako ochranu. A tak konečně 8. července 1691 opouští Fritz v doprovodu dvou Portugalců a několika indiánů město Pará. Už v této době pracoval na svém největším díle, na mapě Amazonky. Před Portugalci však tuto činnost tajil, protože ji nebyli nakloněni.
Během cesty do redukce San Joachim nacházeli většinu indiánských vesnic vypálených. Zapálili je indiáni ze strachu z Portugalců a poté prchli do lesů. Proto Fritz mnohokrát žádal vojáky, aby se vrátili zpět, že jejich doprovod nepotřebuje. Vždy odmítli. Až v redukci San Joachim mu řekli, že jejich rozkazem bylo přimět Fritze k opuštění misie.
V únoru dalšího roku se vydal do La Laguny, aby informoval superiora o bezpráví páchaném na indiánech Portugalci na španělském území. Bylo mu doporučeno vydat se neprodleně do Limy a informovat o tom místokrále. Měl tam také vzít svou mapu Amazonie.

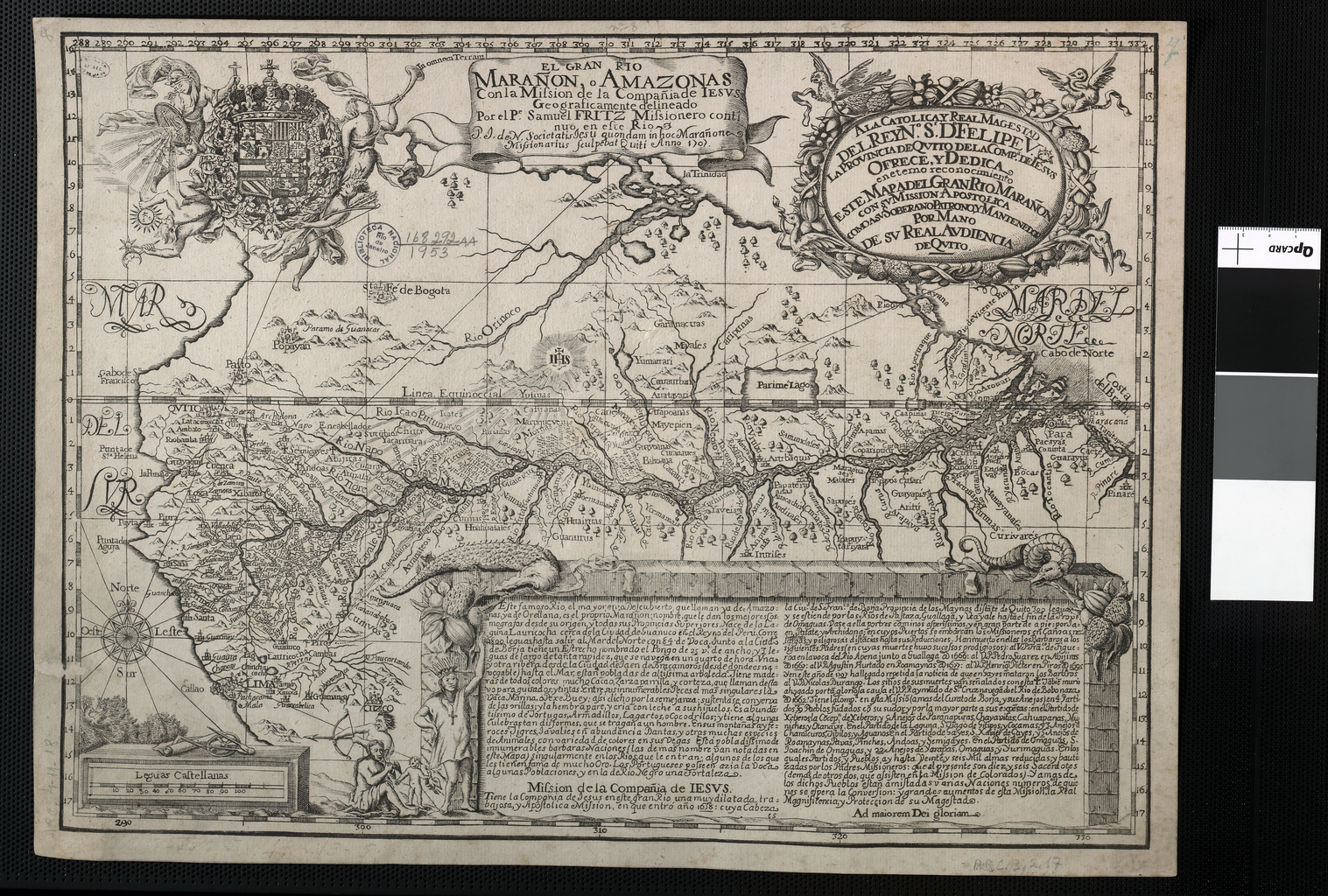
Fritzova mapa Amazonky a Orinoka z roku 1707

Do Limy dorazil 2. července 1692. V Limě jeho příchod vzbudil značné pozdvižení. Jedním z důvodů byl i jeho vzhled. Nezachovala se sice žádná Fritzova podobizna, ale je známo, že byl velice vysoký (necelé 2 metry) a že nosil rusý plnovous.
U místokrále, hraběte z Monclovy, se Fritzovi dostalo vřelého přijetí, ale svého cíle nedosáhl. Místokrál mu zaplatil 2000 pesos na zařízení kostela, ale nechtěl řešit vleklé portugalsko-španělské hraniční spory. Pokládal je za nedůležité. Fritzovi se ani nepodařilo vydat svou mapu.
Vrátil se do své misie. Cestou pozoroval a pečlivě zakresloval horní tok řeky Maraňon, putoval až k jezeru Laurikocha v Andách, které pokládal za pramen Amazonky. Samuel Fritz se po návratu z Limy stal ještě aktivnějším ochráncem práv indiánů (a potažmo i španělského krále). Snažil se uskutečnit velký přesun Omaguů ze záplavového území, kde žili odnepaměti, na vyvýšené oblasti 'tierra firme'.
I přes počáteční odpor indiánů se mu podařilo svůj záměr uskutečnit. Nově založená osada založená právě v těchto vyvýšených místech, byla napadena kmenem Caumáriů. Samuel Fritz ve svém deníku o útoku píše: „Za hluku boje a křiku žen a dětí jsem přiběhl se svým křížem, abych byl se svými nově obrácenými nebo za ně zemřel. Zároveň jsem přikázal, aby vyzváněli všemi zvony.“ Zvuk zvonů útočící indiány vyděsil a tak prchli zpátky do pralesa. Až roku 1698 slibují Caumáriové Fritzovi přátelství.
To ale nebyl konec všech přesunů. Na počátku roku 1695 vyráží Fritz za kmenem Yurimaguů. Postupem času se mu podařilo všechny přesvědčit, aby se přestěhovali výše po proudu řeky, někdy až 1000 km daleko, na horní Maraňon.
Poté však nastaly problémy s indiánskou nestálostí ve víře. Když se roku 1697 vrátil z výpravy k Yurimaguům, zjistil že za jeho nepřítomnosti propukly v redukci San Joachim nepokoje, které způsobily velké problémy misionářům, kteří ho tam zastupovali. Shodou okolností byli zastupující misionáři rovněž Češi – Václav Breyer a František Vydra. Příchod Samuela Fritze Omaguy uklidnil.
Horší však byla vzpoura, které musel čelit roku 1701, po návratu z Quita, odkud si měl odvést nové misionáře. Kvůli nemoci se tam však zdržel. Indiáni zapálili kostel a Fritzův dům. Po jeho návratu se podařilo náčelníkovi Payorevovi přemluvit většinu Omaguů, aby opustili redukci. Fritz se vydal na cestu po řece hledat uprchlé indiány. Většinu z nich se mu podařilo nalézt a přesvědčit je, aby se vrátili.
V roce 1704 se Samuel Fritz stává superiorem maraňonských misií. Z La Laguny, která se mu stala sídlem, se vydal roku 1706 do Quita, aby zde intervenoval za pomoc maraňonské oblasti. Dorazil tam 21. ledna 1707, opět ve velmi špatném zdravotním stavu.
Samozřejmě, že s sebou nesl i svou mapu. Tu se mu zde také konečně podařilo dát vytisknout. Této práce se ujal mědirytec Juan de Narvaez. Mapa byla vytištěna roku 1707 a dlouho byla považována za pouze Narvaezovo dílo.
Ten rok byla misie pod neutuchajícími nájezdy Portugalců, páter Sanná, který Fritze zastupoval, byl odeslán do Evropy a mnoho indiánů bylo odvlečeno do otroctví. Portugalské výboje nakonec vedly k úplnému rozprášení národa Omaguů.
V prosinci 1712 byl Samuel Fritz zbaven úřadu superiora.

### Závěr života a smrt
Zbytek svého života strávil v redukci Jéberos. Poslední zápis v jeho deníku je z listopadu 1723.
Samuel Fritz zemřel 20. března 1725. Příčinou smrti byla pravděpodobně infekce způsobená písečnými blechami.
Když bylo jeho tělo roku 1766 exhumováno při přestavbě kostela, v rakvi dělníci našli jenom podrážku od boty. Zbytek padl za oběť tropickému podnebí a termitům.